# Allan (Fußballspieler, 1997)
Allan, mit vollem Namen Allan Rodrigues de Souza und seltener auch Allan Souza genannt (* 3. März 1997 in Porto Alegre), ist ein brasilianischer Fußballspieler. Der zentrale Mittelfeldspieler steht beim Atlético Mineiro unter Vertrag.

## Karriere

### Vereine
Allan stammt aus der Jugend vom SC Internacional. Anfang September 2015 wechselte Allan, nachdem er Teile der Vorbereitung bereits als Gastspieler absolviert hatte, in die Premier League zum FC Liverpool und wurde direkt an den finnischen Erstligisten Seinäjoen JK ausgeliehen. Dort kam er erstmals in einer Profiliga zum Einsatz und steuerte bis zum Ende der Saison 2015 in acht Spielen zwei Treffer sowie fünf Vorlagen zum ersten Titelgewinn des Klubs bei. Anschließend kehrte Allan Ende Oktober 2015 zum FC Liverpool zurück. Dort konnte er allerdings nur am Training teilnehmen, da Nicht-EU-Ausländer in England nur eine Spielberechtigung erhalten, wenn sie aktueller Nationalspieler eines Landes der Top 75 der FIFA-Weltrangliste sind und 75 Prozent ihrer Länderspiele in den letzten zwei Jahren absolvierten. Auch eine Sondergenehmigung für „außergewöhnliche Talente“ erhielt Allan bisher nicht.
Am 18. Januar 2016 wurde Allan bis zum Ende der Saison 2015/16 an den belgischen Erstligisten VV St. Truiden ausgeliehen. Dort kam er zu sechs regulären Ligaeinsätzen sowie zu drei Einsätzen in den Play-offs.
Im Juli 2016 kehrte Allan – noch immer ohne Spielberechtigung – kurzzeitig nach Liverpool zurück. Seit dem 26. Juli trainierte er zur Probe beim Bundesligisten Hertha BSC und wurde am 5. August schließlich auf Leihbasis für die Saison 2016/17 verpflichtet. Für die Saison 2017/18 lieh ihn der zypriotische Erstligist Apollon Limassol aus.
Nachdem Allan im Juli 2018 bereits als Testspieler mit der Mannschaft von Eintracht Frankfurt in das Trainingslager in die Vereinigten Staaten geflogen war, lieh ihn der Bundesligist am 25. Juli 2018 aus. Mitte Februar 2019 verlieh ihn Liverpool bis Saisonende an den Fluminense FC weiter.
Im Januar 2020 wechselte Allan fest innerhalb Brasilien zu Atlético Mineiro aus Belo Horizonte. Die Ablösesumme betrug ca. 3,7 Millionen Euro. Der Kontrakt erhielt eine Laufzeit bis 2023. Im Dezember 2021 konnte Allan mit dem Klub die brasilianische Meisterschaft gewinnen. Im selben Monat schloss sich der Erfolg im Copa do Brasil 2021 an.
Nach dreieinhalb Jahren verließ Allan Atlétio, um sich dem CR Flamengo aus Rio de Janeiro anzuschließen. Flamengo zahlte für den Spieler eine Ablöse von 8,2 Millionen Euro (ca. 43 Millionen Real). Der Vertrag wurde bis Jahresende 2027 befristet. Am 10. November 2024 konnte er mit seinem neuen Klub den Sieg im Copa do Brasil 2024 feiern. Endspielgegner war sein vorheriger Klub Atlético.

### Nationalmannschaft
Anfang 2017 nahm Allan mit der brasilianischen U20-Nationalmannschaft an der U20-Südamerikameisterschaft in Ecuador teil und kam im Turnier viermal zum Einsatz.

## Erfolge
Seinäjoen JK
- Finnischer Meister: 2015

Atlético Mineiro
- Staatsmeisterschaft von Minas Gerais: 2020, 2021, 2022, 2023
- Brasilianischer Meister: 2021
- Copa do Brasil: 2021
- Supercopa do Brasil: 2022

Flamengo
- Staatsmeisterschaft von Rio de Janeiro: 2024
- Copa do Brasil: 2024
- Supercopa do Brasil: 2025